# 세아트
세아트(SEAT S.A. )는 스페인의 자동차 브랜드이다. 폭스바겐 그룹의 산하에 있다.
회사의 명칭은 Sociedad Española de Automóviles de Turismo(스페인 승용 자동차 회사)를 나타낸다. 1999년에 회사의 정식 명칭이 "SEAT SA"가 되었다. 대한민국에서는 정식으로 판매·수입되지 않는다. 그러나 2023년 9월, 폭스바겐 그룹은 현재 판매되는 모델들을 순차적으로 단종시키고 세아트 브랜드를 폐지하기로 결정했다. 주요 원인으로는 쿠프라와의 판매 간섭으로 인한 카니발리제이션이 지목되고 있다. 하지만 최근 기사들을보면 다시 폐지가 아닌 브랜드 존치 방향으로 흐르는듯 하다

## 차종
- 이비자 (Ibiza)
- 레온 (Leon)
- 아로나 (Arona)
- 아테카 (Ateca)
- 타라코 (Tarraco)

## 같이 보기
- 피아트
- 폭스바겐 AG